# Selección femenina de hockey sobre hierba de Francia
La Selección femenina de hockey sobre césped de Francia son el equipo nacional representativo francés en las competiciones internacionales de hockey sobre césped.
La selección femenina hará su debut como país anfitrión en unos Juegos Olímpicos en el 2024.

## Resultados

### Juegos Olímpicos
- 2024